# Aldea de San Miguel
La Aldea de San Miguel és un municipi de la província i diòcesi de Valladolid, Castella i Lleó (Espanya). Està situat a 3 quilòmetres de Portillo i a 31 quilòmetres de Valladolid. És a 740 m sobre el nivell del mar. La seva superfície és de 19,93 km². Segons les dades de l'INE, a 1 de gener del 2006, té 218 habitants i la seva densitat és de 10,94 hab./km². El seu codi postal és el 47160.

## Demografia
| 1991 | 1996 | 2001 | 2004 |
| ---- | ---- | ---- | ---- |
| 231  | 242  | 219  | 212  |